# بیلاینگا دل کامپ
بیلاینگا دل کامپ (به اسپانیایی: Vilallonga del Camp) یک شهرستان در اسپانیا است که در استان تاراگونا واقع شده‌است.

## خصوصیات
بیلاینگا دل کامپ ۹ کیلومترمربع مساحت و ۲٬۰۰۰ نفر جمعیت دارد و ۱۰۴ متر بالاتر از سطح دریا واقع شده‌است.